# Gerry Conway
Gerry Conway (11. září 1947, King's Lynn, Norfolk – 29. března 2024) byl anglický rockový bubeník, nejvíce známý z účinkování ve skupině Jethro Tull v 80. letech. Předtím byl bubeníkem ve skupinách Fotheringay a Eclection. V raných letech využívala jeho služeb i skupina Steeleye Span, se kterými byl kamarád. Hrál na jejich dnes už klasickém albu Dark-Eyed Sailor. Ve studiu se podílel na debutových sólo albech Sandy Denny a Shelagh McDonalda. Šest let jezdil po koncertech a nahrával jako člen skupiny Cata Stevense.
Od roku 1999 byl Conway stálým členem skupiny Fairport Convention a příležitostně vystupoval se skupinou Pentangle.

## Diskografie (výběr)

### Cat Stevens
- 1971: Teaser and the Firecat
- 1972: Catch Bull at Four
- 1973: Foreigner
- 1974: Buddha and the Chocolate Box
- 1974: Saturnight
- 1975: Numbers
- 1978: Back to Earth
- 2004: Majikat

### Jethro Tull
- 1982: The Broadsword and the Beast
- 1987: Crest of a Knave

### Fairport Convention
- 1973: Rosie
- 1999: The Wood and the Wire
- 2002: XXXV
- 2004: Over the Next Hill
- 2007: Sense of Occasion
- 2011: Festival Bell
- 2012: By Popular Request
- 2015: Myths and Heroes
- 2017: 50:50@50
- 2020: Shuffle and Go

### Ostatní
- Matthews' Southern Comfort (Matthews' Southern Comfort, 1969)
- Hark! The Village Wait (Steeleye Span, 1970)
- Fotheringay (Fotheringay, 1970)
- Smiling Men with Bad Reputations (Mike Heron, 1971)
- Slow Dazzle (John Cale, 1975)
- Una donna per amico (Lucio Battisti, 1978)
- The Secret Language of Birds (Ian Anderson, 2000)
- Won't Be Long Now (Linda Thompson, 2013)